# Нуглар-Санкт-Панталеон
Нуглар-Санкт-Панталеон (нем. Nuglar-St. Pantaleon) — коммуна в Швейцарии, в кантоне Золотурн. 
Входит в состав округа Дорнек. Население составляет 1416 человек (на 31 декабря 2007 года). Официальный код — 2478.